# Takao Nakano (Spieleentwickler)
Takao Nakano (japanisch 中野 隆生, Nakano Takao) ist ein japanischer Spieleentwickler bei Nintendo.

## Wirken
Nakano ist seit 2001 bei Nintendo angestellt. Später stieß er der 2004 gegründeten Abteilung Nintendo Software Planning & Development (SPD) bei. In dieser für Kooperationen zwischen Nintendo und außenstehenden Studios zuständigen Abteilung ist Nakano der zweiten Gruppe unter Produzent Hitoshi Yamagami untergeordnet. Als Koordinator und Unterstützer wirkte er an einigen Ablegern der Pokémon-Reihe mit. Sein Debüt als Regisseur brachte er 2005 mit Jump Super Stars. Dies war zugleich das erste Projekt, das Nintendo in Kooperation mit Ganbarion entwickelte. Die Zusammenarbeit brachte den 2008 erschienenen Nachfolger Jump Ultimate Stars hervor, bei dem Nakano ebenfalls Regisseur war. Das Action-Rollenspiel Pandora's Tower von 2011 war das nächste Spiel, für das SPD und Ganbarion unter Nakanos Regie arbeiteten.
Bei Xenoblade Chronicles, einem Wii-RPG von Monolith Soft, war Nakano 2010 einer der Produzenten und bei The Last Story 2011 fungierte er als Co-Produzent.
Neben Ganbarion arbeitete Nakano mit dem Studio Arika zusammen. Beim Wii-Spiel Endless Ocean 2 war er 2009 Co-Produzent. In diesem Jahr erhielt Nakano von einem der SPD-Leiter den Auftrag, einige Spieleklassiker für Nintendos 2011 erschienenen Handheld 3DS mit autostereoskopischen 3D-Effekten wiederaufzulegen. Somit wurde Nakano verantwortlicher Regisseur der 3D Classics-Reihe, die Neuauflagen von sechs alten Nintendo-Spielen umfasst. Die Neuauflagen entwickelte Arika, sie erschienen 2011 und 2012 in Nintendos eShop.

## Spiele, an deren Entwicklung Nakano beteiligt war
- Advance Wars (GBA 2001; Special Thanks)
- Pokémon Rubin- und Saphir-Edition (GBA, 2002; Koordinator)
- Kirby: Schatten bedrohen Traumland (GBA, 2002; Special Thanks)
- WarioWare, Inc.: Minigame Mania (GBA, 2003; Game Design)
- Pokémon Feuerrote Edition und Pokémon Blattgrüne Edition (GBA, 2004; unterstützender Programmierer)
- Pokémon Dash (DS, 2004; Entwicklungsunterstützung)
- Metroid: Zero Mission (GBA, 2004; Special Thanks)
- Pokémon XD: Der Dunkle Sturm (GameCube, 2005; Koordinator)
- Pokémon Trozei! (DS, 2005; Unterstützung)
- Pokémon Mystery Dungeon (GBA, 2005; Unterstützung)
- Jump Super Stars (DS, 2005; Regisseur)
- Pokémon Ranger (DS, 2006; Koordinator)
- Tetris DS (DS, 2006; Regisseur)
- Pokémon Diamant- und Perl-Edition (DS, 2006; Special Thanks)
- Pokémon Battle Revolution (Wii, 2006; Koordinator)
- Pokémon Ranger: Finsternis über Almia (DS, 2008; Koordinator)
- Jump Ultimate Stars (DS, 2008; Regisseur)
- Pokémon Rumble (WiiWare, 2009; Koordinator)
- Pokémon Mystery Dungeon: Erkundungsteam Himmel (DS, 2009; Unterstützung)
- Endless Ocean 2 (Wii, 2009; Co-Produzent)
- Xenoblade Chronicles (Wii, 2010; Produzent)
- Pokémon Ranger: Spuren des Lichts (DS, 2010; Koordinator)
- The Last Story (Wii, 2011; Co-Produzent)
- 3D Classics: Excitebike (3DSWare, 2011; Regisseur)
- 3D Classics: Urban Champion (3DSWare, 2011; Regisseur)
- 3D Classics: Twinbee (3DSWare, 2011; Regisseur)
- 3D Classics: Kirbyʼs Adventure (3DSWare, 2011; Regisseur)
- Pandora's Tower (Wii, 2011; Regisseur)
- 3D Classics: Kid Icarus (3DSWare, 2012; Regisseur)